# Paris, Missouri
Paris är administrativ huvudort i Monroe County i Missouri. Countyt grundades år 1831 och Paris grundades som huvudort i samband med att countyt grundades.